# 浜松北バスストップ
浜松北バスストップ（はままつきたバスストップ）は、静岡県浜松市中央区有玉南町の東名高速道路・浜松ICと三方原PA/SICの間の本線上にあるバス停留所 (BS) である。旅客案内上では東名浜松北（とうめいはままつきた）と呼ばれる。
遠州鉄道鉄道線との乗り換えが便利で浜松市街まで15分ほどで行ける位置にあるため、名古屋駅 - 静岡BS間の東名高速道路上のバス停としては利用者が多い部類に入る。

## 歴史
- 1969年6月10日 - 開設
- 2005年11月1日 - 東海道昼特急の乗降扱い開始
- 2006年5月8日 - e-wingの乗降扱い開始
- 2016年8月10日 - 博多・フジヤマ Express（2018年に廃止）の乗降扱い開始

## 停車する路線
- JR東海バス
  - 京阪神昼特急静岡号
- JR東海バス・JRバス関東
  - 東名高速線（東名ハイウェイバス）
- 遠州鉄道
  - e-wing（掛川 - 中部国際空港線）

## 至近のIC・SIC・BS等
- 舘山寺BS - 浜松西IC - 三方原PA/スマートIC - 浜松北BS - 浜松IC - 磐田BS

## 乗り換え
- 遠鉄電車 自動車学校前駅 - 徒歩7分
新浜松（浜松）方面
西鹿島（二俣方面・水窪方面連絡）方面

## 距離
- 東京駅から251.3km
- 大阪駅から286.9km

## 特記事項
- 当バス停近くの酒店で東名ハイウェイバスの回数券が委託販売されている。その酒店の近くには信号機があり、その信号を左折すると自動車学校前駅である。
- 下り線（名古屋方面）側の階段に、数台分の駐輪スペースが設置されている。